# جوزيف ك. وايت
جوزيف ك. وايت (بالإنجليزية: Joseph C. White)‏ هو سياسي أمريكي، ولد في 1899، وتوفي في 1967.
1. 1 2 3  أرشيف الإنترنت، OL:9567105A، QID:Q461
2. ↑  Caleb Tillinghast؛ Edmund B. Thomas، Massachusetts Legislative Biography File، OCLC:36949078، QID:Q107290461